# Nuoto sincronizzato ai campionati mondiali di nuoto 2017 - Squadre (programma libero)
La gara del nuoto sincronizzato - squadre libero dei campionati mondiali di nuoto 2017 è stata disputata il 19 e il 21 luglio presso il parco Városliget di Budapest. La gara, alla quale hanno preso parte 25 squadre nazionali, si è svolta in due turni.
La competizione è stata vinta dalla squadra russa, mentre l'argento e il bronzo sono andati alla squadra cinese e a quella ucraina.

## Programma
| Data           | Ora (UTC+2) | Turno       |
| -------------- | ----------- | ----------- |
| 19 luglio 2017 | 19:00       | Preliminari |
| 21 luglio 2017 | 11:00       | Finale      |

## Risultati
| Pos. | Nazione        | Preliminari | Preliminari | Finale          | Finale          |
| Pos. | Nazione        | Punti       | Pos.        | Punti           | Pos.            |
| ---- | -------------- | ----------- | ----------- | --------------- | --------------- |
| 1    | Russia         | 96,8000     | 1           | 97,3000         | 1               |
| 2    | Cina           | 94,3667     | 2           | 95,2333         | 2               |
| 3    | Ucraina        | 92,9000     | 3           | 93,9333         | 3               |
| 4    | Giappone       | 92,4667     | 4           | 93,1000         | 4               |
| 5    | Italia         | 90,4667     | 5           | 91.7000         | 5               |
| 6    | Spagna         | 89,9333     | 6           | 90.7000         | 6               |
| 7    | Canada         | 88,2667     | 7           | 88,8000         | 7               |
| 8    | Messico        | 87,9000     | 8           | 87,9000         | 8               |
| 9    | Grecia         | 85,3667     | 9           | 86,4333         | 9               |
| 10   | Francia        | 85,0333     | 10          | 85,4667         | 10              |
| 11   | Corea del Nord | 83,6000     | 11          | 83,7667         | 11              |
| 12   | Stati Uniti    | 82,9667     | 12          | 83,5667         | 12              |
| 13   | Bielorussia    | 82,5333     | 13          | Non qualificate | Non qualificate |
| 14   | Svizzera       | 81,3667     | 14          | Non qualificate | Non qualificate |
| 15   | Kazakistan     | 80,6667     | 15          | Non qualificate | Non qualificate |
| 16   | Ungheria       | 78,3333     | 16          | Non qualificate | Non qualificate |
| 17   | Uzbekistan     | 77,3333     | 17          | Non qualificate | Non qualificate |
| 18   | Australia      | 76,0333     | 18          | Non qualificate | Non qualificate |
| 19   | Slovacchia     | 75,5667     | 19          | Non qualificate | Non qualificate |
| 20   | Singapore      | 74,9000     | 20          | Non qualificate | Non qualificate |
| 21   | Egitto         | 74,1000     | 21          | Non qualificate | Non qualificate |
| 22   | Israele        | 73,0667     | 22          | Non qualificate | Non qualificate |
| 23   | Macao          | 70,7333     | 23          | Non qualificate | Non qualificate |
| 24   | Costa Rica     | 66,9000     | 24          | Non qualificate | Non qualificate |
| 25   | Sudafrica      | 62,1333     | 25          | Non qualificate | Non qualificate |